# Lluís Mas i Pons
|  | Aquest article tracta sobre l'escriptor. Vegeu-ne altres significats a «Lluís Mas i Ossó». |

Lluís Mas i Pons (Manresa, 23 de juliol de 1903 - 20 de desembre de 1975) fou advocat, mestre, poeta i escriptor.

## Biografia
Fill d'un comerciant, en Lluís Mas i Sunyer i de Rosa Pons i Serra. Tingué tres germans, Rossend, Teressa i Ignasi.
En acabar el batxillerat, a l'edat de 16 anys, es posà a treballar d'escrivent a la Casa Sanfeliu de Manresa. Després de passar per la notaria Gual i el despatx del procurador Tresserra, als divuit anys va ingressar a l'Ajuntament de Manresa com a administratiu interí. Als dinou anys va emancipar-se de casa i als vint-i-quatre va guanyar, per oposició, la plaça com a cap de la secció administrativa de Foment. A partir de l'abril de 1934 va passar a ocupar-se interinament de la secretaria municipal, càrrec que obtingué en propietat el 24 de febrer del 1936, en el concurs obert per a la provisió de la Secretaria Municipal, de l'Ajuntament de Manresa.
Compaginà sempre la feina i l'estudi. Assolit el batxillerat, estudià per mestre i advocat, i posteriorment es llicencià en Administració pública. Pel que fa a l'activitat laboral, complementà la tasca funcionarial amb l'exercici de l'advocacia.
El 1919 un jurat presidit per Josep Maria Folch i Torres el proclamà vencedor dels Jocs Florals infantils del Centre de Dependents de Manresa, a la millor composició, i l'any 1927 posa lletra a La sardana de Manresa, amb partitura musical del mestre Nicanor Pérez i Ferràndiz. Dos anys més tard, el 1929, publicà el poema El camí de Sant Pau a la Gaceta de Industria y Comercio. Curiosament tots els escrits i els anuncis aplegats en aquest número de la revista, dedicat a l'Exposició Internacional de Barcelona de l'any 1929, eren en castellà, a excepció del poema que ell escrigué.
L'any 1932 s'incorporà al Col·legi d'Advocats de Manresa i alternà la seva activitat de funcionari amb les tasques de lletrat en exercici. La seva activitat literària es plasmava en poesia, en lletres de sardanes, en obres de teatre, en cançons per a la Societat Coral "La Unió Manresana".
Acabada la guerra civil, se li obrí un expedient de depuració personal, fruit del qual la Comissió Gestora Provisional de l'Ajuntament de Manresa acordà suspendre'l del càrrec i sou. Mai se li reconegueren els seus drets com a funcionari municipal, ni tan sols en el moment de la seva jubilació.
Fou empresonat 5 mesos entre els anys 1939 i 1940 a causa de la documentació confiscada per la dictadura franquista i traslladada a Salamanca. D'altra banda, el setembre de 1942 fou condemnat a una pena de dotze anys i un dia de reclusió temporal que fou commutada per la de sis anys i un dia de presó major. Va acceptar els càrrecs que li imputava el fiscal per tal d'aconseguir la commutació de la pena i evitar, d'aquesta manera, un nou ingrés a presó. Tanmateix, la sentència establia que fos posat immediatament a presó atenuada en el seu domicili. Fins al març de 1952 no li fou concedida la llibertat definitiva.
El 1947 va aconseguir que el Col·legi d'Advocats de Barcelona n'acceptés la incorporació i tot seguit reprengué l'ofici d'advocat, després d'haver estat més d'una dècada inhabilitat pel Tribunal Especial para la Represión de la Masonería y el Comunismo. Sempre fou partidari de les solucions amistoses; no li agradava pledejar perquè sí, i només recorria al litigi després d'exhaurir qualsevol intent d'entesa. Honest i cordial, disposà de molts i molt bons amics dins la professió i també entre el personal del jutjat. I tractà sense cap ombra de ressentiment, amb la mateixa bonhomia i respecta, aquells que en plena repressió li havien girat l'esquena. Sempre deia que no s'hi perd res de ser ben educat.
A començament dels anys setanta contragué una arterioesclerosi cerebral, amb cefalees i vertígens que en limitaren progressivament la capacitat laboral. L'any 1972, malalt i abatut per la mort de l'esposa, abandonà definitivament la professió. Va morir d'infart el 20 de desembre de 1975.

## Obres
Fou un poeta precoç, com precoç fou la seva estima per la ciutat, la llengua i el país: així, el 30 d'agost de 1919 va proclamar-se guanyador del premi Leonci Soler i March amb la composició Cant d'amor, malauradament perduda. De l'activitat literària d'aquells anys només n'han pervingut uns quantes poesies i algunes lletres de sardanes, publicades en revistes diverses. Quant al teatre, l'única peça coneguda és El pastor del Cadí, un drama musical escrit conjuntament amb el mestre Felip Vilaró i Carbonell. L'obra fou estrenada el 25 de novembre de 1932 al Teatre Conservatori de Manresa i obtingué un ressò notable en la premsa de l'època. El mateix any l'editorial Euterpe de Barcelona s'interessà per la publicació del llibret, del qual editaren un miler de còpies.
En l'informa que la Jefatura Superior de Policia de Barcelona estengué sobre ell es diu textualment: "Desde hace muchos años era conocido como catalanista separatista, habiendo escrito algunas obras en catalán que aun que no eran de carácter francamente político, demostraban el matiz separatista, entre ellas una titulada: Comença de nou la vella vida". Aquesta obra, que mai no fou estrenada ni se'n té cap altra constància, degué desaparèixer en el transcurs d'algun dels nombrosos escorcolls de les autoritats franquistes. Tenim notícia de l'existència d'altres textos dramàtics i poètics igualment desapareguts. Gràcies a una carta de l'"Agrupación de Maestros, Directores y Concertadores" adreçada a ell, sabem que pel maig de 1933 es trobava treballant en la redacció de La masovera de l'estany. D'aquells mateixos anys són Els fills, drama en tres actes, Cançó d'estels, obra lírica en dos actes, i Fulls del passat, recull antològic de la seva poesia. No consta que s'hagi conservat cap d'aquestes obres. Feliçment, es conserva una còpia mecanografiada del drama en tres actes i en vers, Amor silent, i de l'obreta infantil El garrell.
El 27 de novembre de 1947, la companyia Vila-Daví representà al teatre Victòria de Barcelona, amb l'actriu Maria Vila com a protagonista i sota la direcció del Pius Daví, la comèdia dramàtica en tres actes L'àvia Anna.
El 3 de juny de 1951, la Companyia Almendros-Ferrer estrenà Retorn a la llar, un drama en vers, al Teatre Conservatori. L'acció transcorre a Manresa, l'any 1970, i els papers protagonistes són interpretats per Maria Matilde Almendros i Domingo Ferrer.
El 6 d'abril de 1958 fou estrenada als Carlins (aleshores Círculo Familiar Recreativo) la comèdia Un poca pena, escrita conjuntament amb el dramaturg manresà, Martí Camprubí.
Són molts els textos teatrals que, complets o malauradament incomplets, es conserven dels anys quaranta ençà. Alguns foren publicats i estrenats, altres resten inèdits. Uns quants títols on es combinen el drama, la comèdia i el sainet són: La declaració, Comèdia d'aficionats, La colònia, Els primers freds, L'emboscat, La bescantada, La Rosa del Paral·lel, La joventut no torna, Munda i Tino fan les paus, Vals el que tens, El garrell, El fill millor, Pel·lícula d'un emboscat i Decepció, la seva darrera obra.
A més de teatre, escrigué nombroses poesies, cançons (Dansa d'estrelles, A mi tant se me'n dona, amb músiques del seu germà Ignasi), sardanes (La sardana de Manresa, La sarda de cal Passasserres, El tímid enamorat, La sardana del cec, La ben casada i Els pins i la sardana, guanyadora dels 5ns Jocs Florals celebrats el 30 d'agost de 1923) i himnes d'entitats (La Unió Manresana i Agrupació de Boletaires "El Rovelló").